# 圣科隆布 (上阿尔卑斯省)
圣科隆布（法語：Sainte-Colombe，法語發音：[sɛ̃t kɔlɔ̃b] ⓘ）是法国上阿尔卑斯省的一个市镇，属于加普区。

## 地理
圣科隆布（44°17'5"N, 5°40'9"E）面积17.18 平方千米，位于法国普罗旺斯-阿尔卑斯-蓝色海岸大区上阿尔卑斯省，该省份为法国东南部内陆省份，北起萨瓦省，西北接伊泽尔省，西南接德龙省，南至上普罗旺斯阿尔卑斯省，东北部与意大利接壤。
与圣科隆布接壤的市镇（或旧市镇、城区）包括：梅乌日河畔巴雷、埃图瓦勒圣西里斯、奥皮埃尔、巴隆、伊宗拉布吕斯、拉博雷勒。

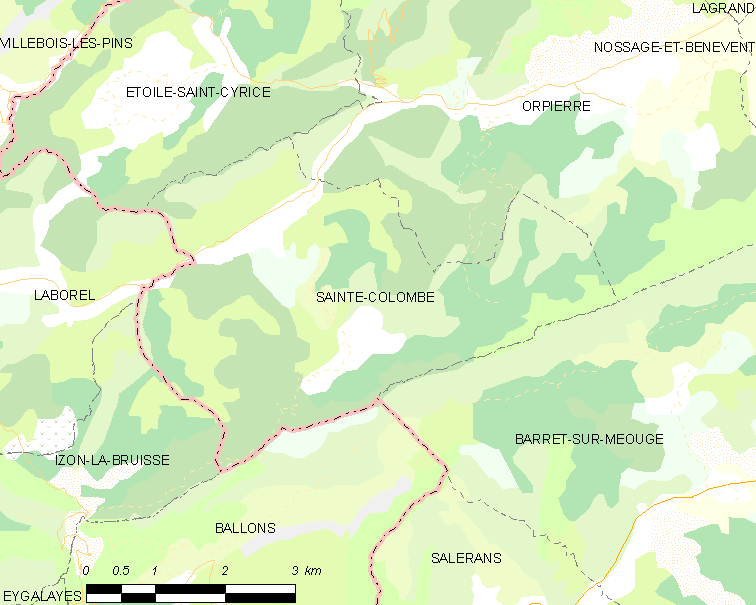
的OSM定位图

圣科隆布的时区为UTC+01:00、UTC+02:00（夏令时）。

## 行政
圣科隆布的邮政编码为05700，INSEE市镇编码为05135。

## 政治
圣科隆布所属的省级选区为塞尔县。

## 人口

1962-2008年间人口变化图示

圣科隆布于2022年1月1日时的人口数量为63人。